# Santa Maria dell'Orazione e Morte
Santa Maria dell'Orazione e Morte ou Igreja de Nossa Senhora da Oração e Morte, conhecida também como Chiesa della Morte, é uma igreja de Roma, Itália, localizada no rione Regola, na via Giulia, entre o Arco Farnese e o vizinho Palazzo Falconieri. É dedicada a Nossa Senhora.
É uma igreja anexa da paróquia de San Lorenzo in Damaso, mas está fechada para restauração desde 2014 e não há data prevista para sua reabertura.

## História
Esta igreja foi construída por uma arquiconfraria homônima em 1573, juntamente com um oratório anexo. Por ser muito estreita, foi reconstruída em 1737 por Ferdinando Fuga e consagrada ao Santíssimo Crucifixo e a Nossa Senhora por Cristoforo d'Almeida, arcebispo de Perge, em 20 de outubro de 1738.
A Arquiconfraria da Oração e Morte (em italiano:  Arciconfraternità dell'Orazione e Morte) tinha como principal objetivo sepultar dignamente os mortos, caídos em combate ou afogados no Tibre, sem identidade, e a todos os que não podiam receber exéquias dignas. Junto da igreja, foi construído também um oratório e um grande cemitério, em parte subterrâneo e em parte às margens do Tibre, que foi quase completamente destruído em 1886 com as obras de canalização do Tibre e a construção de suas novas calhas muradas (muraglioni).
No interior, sua planta era oval e abriga diversas obras notáveis, especialmente ligadas à "vida pós-morte". Entre elas, dois afresco de Giovanni Lanfranco, "Santo Antônio Abade e São Paulo de Tebas" e "São Simeão Estilita"; uma cópia de "São Miguel Arcanjo, de Guido Reni e "Descanso na Fuga para o Egito, de Lorenzo Masucci (1750). No altar-mor está "Crucificação", de Ciro Ferri (c. 1680).
Porém, a igreja é famosa principalmente por sua cripta subterrânea, o antigo cemitério da arquiconfraria e onde foram sepultados, entre 1552 e 1896, mais de 8 000 pessoas. Hoje é um ossuário no qual tudo (decorações, esculturas, lustres) é feito de ossos e esqueletos. No século XIX, realizava-se ali peças sacras com representações de cera em tamanho natural. Assim a descreveu Mariano Armellini:
| “ | Na igreja, a Companhia da Morte celebrava solenemente, em novembro, as oitavas dos mortos e, no cemitério localizado abaixo dela, até 1870, ficavam expostos ao público representações com figuras de cera em tamanho natural de fatos históricos. Até este belo costume, que impressionava nossas mentes fantasiosas, que instruía o povo assimc omo tantas outras instituições e costumes que formaram o caráter de Roma, desapareceu depois de 1870 | ” |
|   | — Armellini. |   |

## Galeria

Imagens da igreja
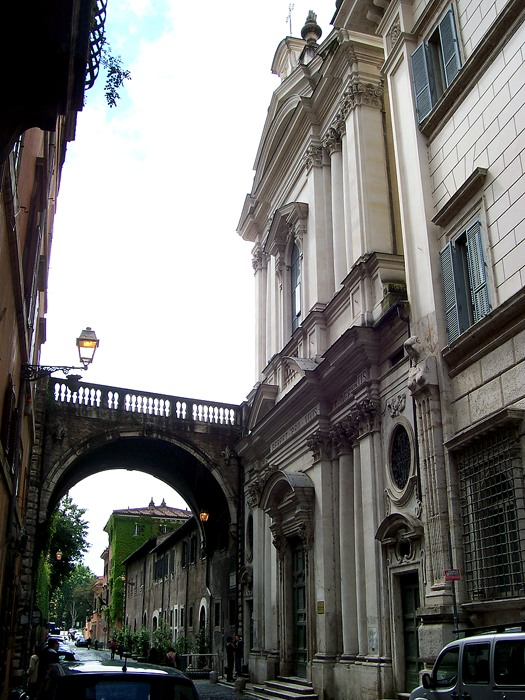
Vista da fachada na Via Giulia com o Arco Farnese ao lado.
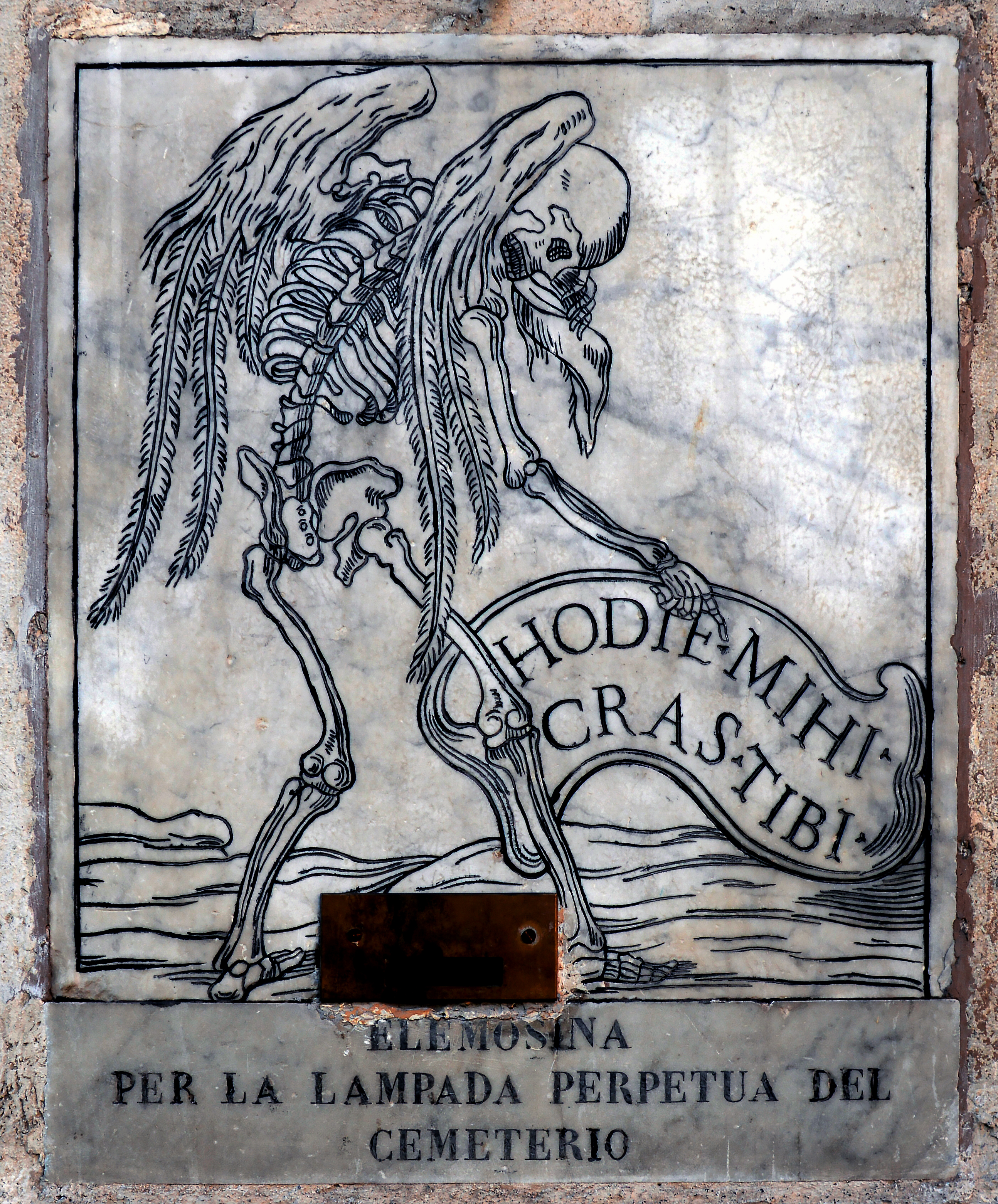
Placa na caixa de esmolas.
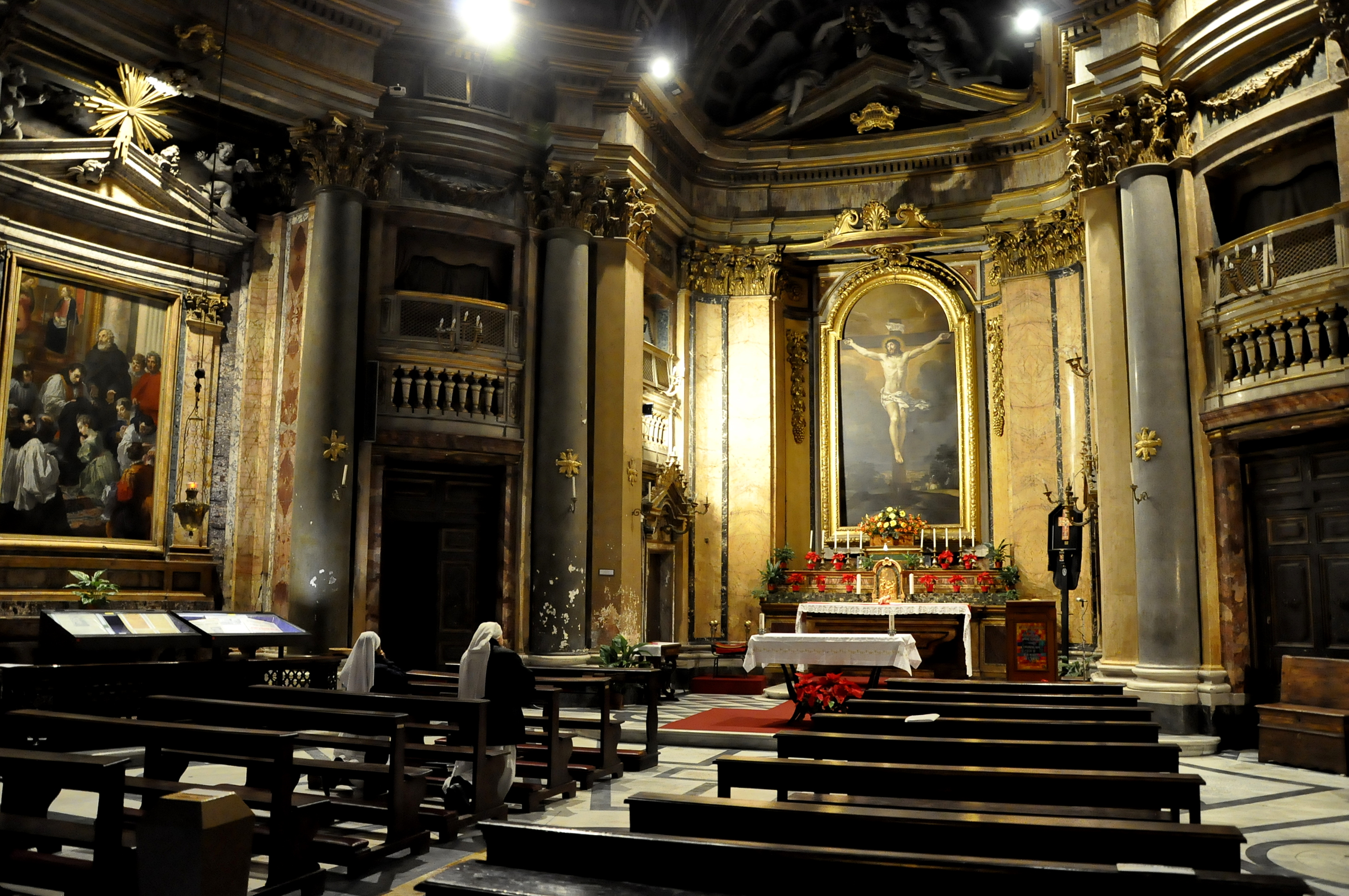
Vista do interior.
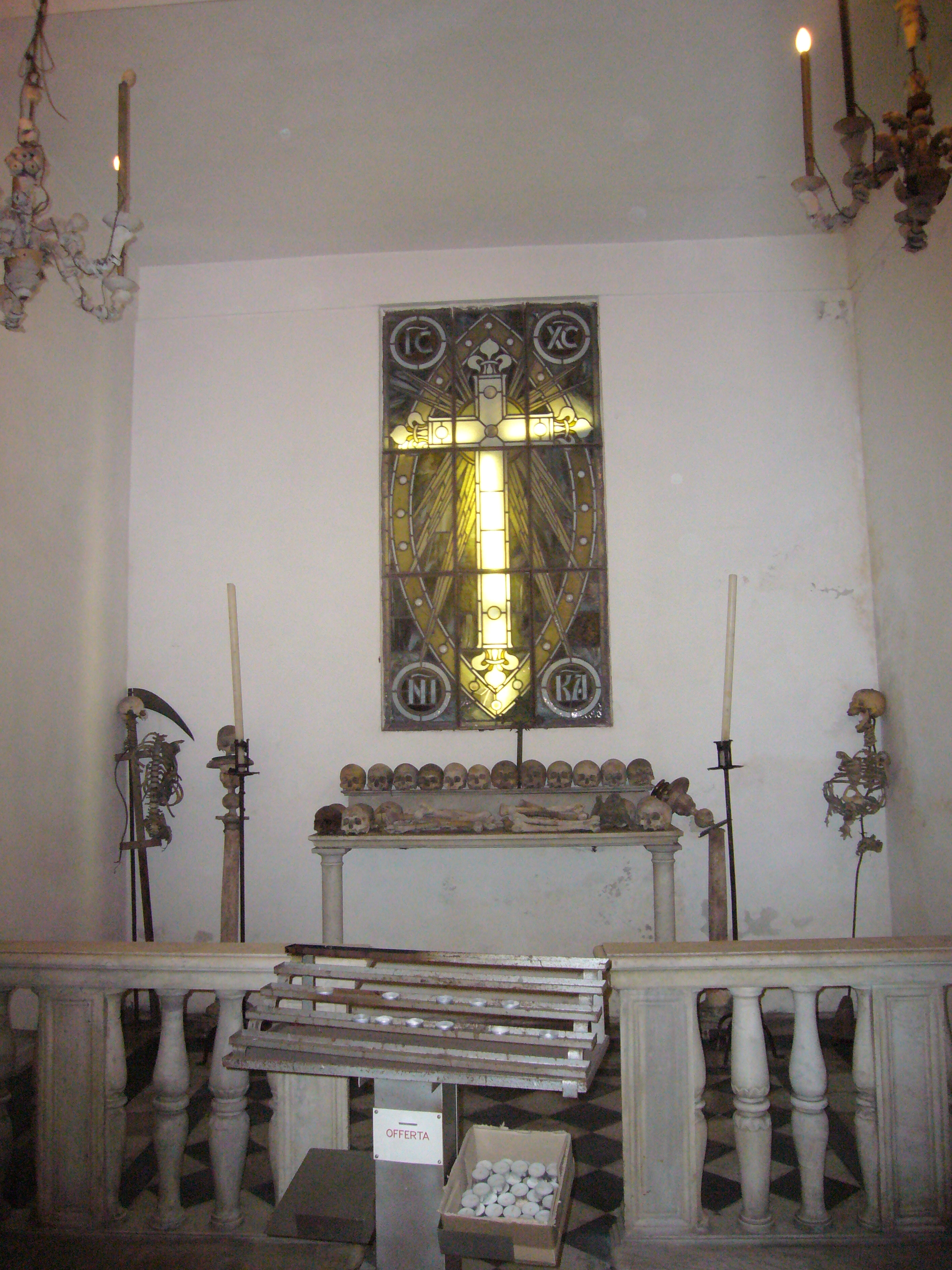
Altar da cripta.
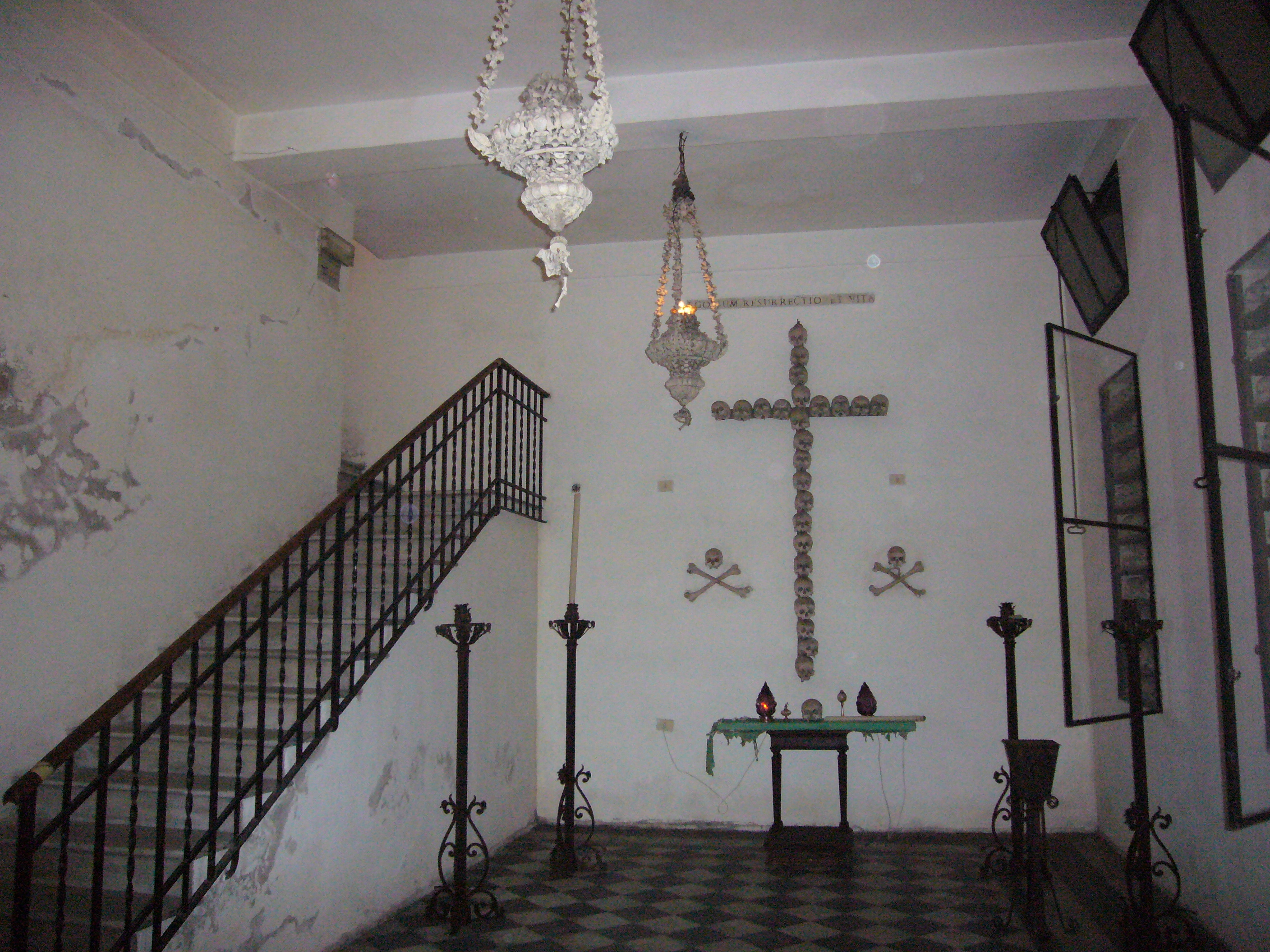
Vista da cripta.